# اوربانا (میزوری)
اوربانا (به انگلیسی: Urbana) یک شهر در ایالات متحده آمریکا است که در میزوری واقع شده‌است. اوربانا ۲٫۴۹ کیلومتر مربع مساحت و ۴۱۷ نفر جمعیت دارد و ۳۲۲ متر بالاتر از سطح دریا قرار دارد.